# Jerónimo
Jerónimo ist ein spanischer und portugiesischer männlicher Vorname, der mitunter auch als Nachname Verwendung findet. Im brasilianischen Portugiesisch ist die Schreibweise Jerônimo gebräuchlich.

## Herkunft und Bedeutung
Der Name ist die spanische und portugiesische Form des Namens Hieronymus, der wiederum griechischen Ursprungs ist und „Heiliger Name“ bedeutet.

## Namensträger

### Vorname
- Jerónimo Arango (1927–2020)[2][3], mexikanischer Gründer der größten Supermarktkette des Landes
- Jerónimo Baía (* zwischen 1620 und 1630; † 1688) war ein portugiesischer Barocklyriker, Ordensmann und Ordenshistoriker
- Jerónimo Cardoso (1508–1569), portugiesischer Latinist, Romanist, Lusitanist und Lexikograph
- Jerónimo Jacinto Espinosa (1600–1680), spanischer Maler
- Jerónimo Grimaldi (1710–1789), spanischer Diplomat und Politiker
- Jerónimo Lobo (1593–1678), portugiesischer Forschungsreisender, Jesuit und Missionar
- Jerónimo Méndez (1887–1959), chilenischer Politiker; im Winter 1941/1942 Präsident Chiles
- Jerónimo Nadal (1507–1580), spanischer Jesuit, enger Vertrauter des Ordensgründers Ignatius von Loyola
- Jerónimo José Podestá (1920–2000), katholischer Bischof von Avellaneda in Argentinien
- Jerónimo de Sousa (* 1947), portugiesischer Politiker
- Jerónimo Xavierre (1546–1608), spanischer Dominikaner und Kardinal

### Familienname
- Albano Jerónimo (* 1979), portugiesischer Schauspieler
- Carlos Jerónimo (* 1953), osttimoresischer Polizist
- Francisco Martins da Costa Pereira Jerónimo (* 1963), osttimoresischer Politiker (FRETILIN)
- José Honório da Costa Jerónimo, osttimoresischer Hochschullehrer und Minister